# Xã Potsdam, Quận Dickey, Bắc Dakota
Xã Potsdam (tiếng Anh: Potsdam Township) là một xã thuộc quận Dickey, tiểu bang Bắc Dakota, Hoa Kỳ. Năm 2010, dân số của xã này là 38 người.